# Dragljane
Dragljane (italsky Dragliane) je vesnice v Chorvatsku ve Splitsko-dalmatské župě. Je součástí města Vrgorac, od něhož se nachází asi 10 km severozápadně. V roce 2011 zde trvale žilo 52 obyvatel. Nejvíce obyvatel (508) zde žilo v roce 1931.
Vesnicí prochází státní silnice D62, blízko též prochází dálnice A1.

## Sousední sídla
| Růžice kompasu |            | Kozica    |          | Růžice kompasu |
| Růžice kompasu | Vlaka      | Sever     | Zavojane | Růžice kompasu |
| Růžice kompasu | Vlaka      | Dragljane | Zavojane | Růžice kompasu |
| Růžice kompasu | Vlaka      | Jih       | Zavojane | Růžice kompasu |
| Růžice kompasu | Duge Njive |           | Kljenak  | Růžice kompasu |